# Concerto per violino e orchestra (Čajkovskij)
Il Concerto per violino e orchestra in re maggiore op. 35 è l'unico concerto per violino del compositore russo Pëtr Il'ič Čajkovskij.

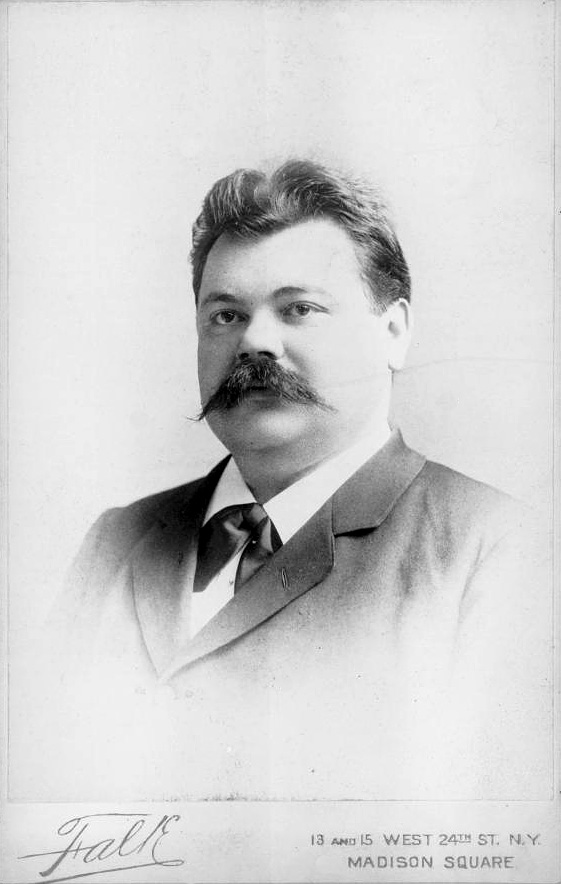
Il violinista Adol'f Davidovič Brodskij primo interprete del Concerto in una foto datata tra il 1891 e il 1894

## Storia della composizione
Čajkovskij completò la prima stesura del concerto nel marzo 1878 a Clarens, presso Montreux, con la collaborazione del violinista Iosif Kotek, suo amico e allievo, che aveva dato consigli sull'esecuzione tecnica del concerto; il compositore non aveva infatti molta esperienza con la scrittura per violino avendo composto solo la Valse-scherzo nel 1877. Kotek avrebbe dovuto essere anche il primo esecutore, proposto dallo stesso Čajkovskij, ma all'ultimo momento rinunciò a causa delle difficoltà tecniche e ne fu esecutore solo privatamente accompagnato dal musicista al pianoforte. Čajkovskij non era però contento della parte centrale e decise tra la fine di marzo e l'inizio di aprile, di scrivere un nuovo movimento dal titolo Canzonetta; si dedicò quindi a rifinire la composizione nella parte strumentale.
Un altro grande concertista, il famoso Leopold Auer, a cui la composizione era stata in un primo momento dedicata, lettane la partitura sentenziò che era ineseguibile e si rifiutò a sua volta di suonarla. La prima esecuzione avvenne perciò a distanza di tre anni, il 4 dicembre 1881 a Vienna, quando tra mille difficoltà il violinista Adol'f Brodskij accettò di eseguire il concerto. Čajkovskij gli dedicò la partitura. La direzione d'orchestra fu affidata ad Hans Richter. Il pubblico, memore del successo del concerto di Johannes Brahms, si dimostrò piuttosto freddo e la critica apertamente ostile. Nell'occasione il concerto fu stroncato sulla Neue Freie Presse dal critico tedesco Eduard Hanslick, brahmsiano convinto, la cui visione della musica era quanto mai lontana da quella del compositore russo. Lo stesso Čajkovskij riporta in una lettera i commenti di Hanslick:
Solo con le successive esecuzioni, a Londra e poi nel resto dell'Europa, ad opera degli stessi esecutori della prima viennese, il concerto ottenne un completo successo.

## Struttura
Il concerto è articolato in tre movimenti:
1. Allegro moderato (Re maggiore)
2. Canzonetta. Andante (Sol minore)
3. Finale. Allegro vivacissimo (Re maggiore)

| I movimento: Allegro moderato—Moderato assai |
| II movimento: Canzonetta. Andante            |
| III movimento: Finale. Allegro vivacissimo   |

## Discografia
- Salvatore Accardo, BBC Symphony Orchestra, Colin Davis, Philips, 9500 146, 1976
- Anne-Sophie Mutter, Herbert von Karajan, Wiener Philharmoniker, Deutsche Grammophon, 000289 419 2412 4, 1988
- Jascha Heifetz, Chicago Symphony Orchestra, Fritz Reiner, RCA LM 2129
- Kyung-Wha Chung, Orchestre symphonique de Montréal, Charles Dutoit, Decca 448 107-2, 1996